# Ясенов (Львовская область)
Ясенов (укр. Ясенів) — село в Заболотцевской сельской общине Золочевского района Львовской области Украины.
Население по переписи 2001 года составляло 1228 человек. Занимает площадь 2,15 км². Почтовый индекс — 80613. Телефонный код — 3266.